# Trailed to the Puma's Lair
Trailed to the Puma's Lair è un cortometraggio muto del 1915. Tratto da una storia di William H. Lippert, il film - prodotto dalla Selig - non riporta il nome del regista.

## Produzione
Il film fu prodotto dalla Selig Polyscope Company.

## Distribuzione
Distribuito dalla General Film Company, il film - un cortometraggio in una bobina - uscì nelle sale cinematografiche statunitensi il 3 luglio 1915.